# Sofia Valldaura
Sofia Valldaura és un personatge de ficció de la novel·la Mirall trencat de Mercè Rodoreda, la qual fou publicada l'any 1974.

## El personatge dins del context de l'obra
Sofia Valldaura neix a Barcelona vers el 1900, filla de Salvador Valldaura, diplomàtic i terratinent, i de Teresa Goday, vídua de Nicolàs Rovira, jugador de borsa afortunat. Quan morí el padre, se sentí enganyada perquè, tot i que li havia promès a ella, deixà la torre familiar a la mare. Es casà amb Eladi Farriols, fabricant i botiguer de roba, de qui tingué dos fills: el petit, Jaume, morí estranyament ofegat, i el gran, Ramon, marxà de casa en saber que s'havia enamorat d'una germana. Eladi fou un gran faldiller, que tingué una filla (Maria) amb una cupletista; ella es revenjà temptant-lo constantment amb les minyones i seguint tots els seus tripijocs, però sembla que ell encara no en tenia prou i es trobava amb Elisa a casa la Filo. Emigrà en començar la darrera Guerra Civil Espanyola, quan portava molts anys de dol: dos pel pare, dos pel fill, dos per la filla del marit, dos per aquest darrer i, finalment, per la mare. Acabada la guerra retornà i reprengué el domini dels béns familiars: cridà el seu fill, l'ajudà econòmicament i li comunicà que tiraria la gran casa familiar a terra i hi edificaria pisos de gran luxe.